# Historia anime
Historia anime sięga początków XX wieku, kiedy to japońscy twórcy filmowi eksperymentowali z technikami animacji znanymi na Zachodzie.
W latach 70. anime rozwinęło się, zrywając ze swoimi zachodnimi korzeniami. Powstały wtedy nowe, specyficzne gatunki, chociażby mecha. Godne wzmianki anime z tego okresu to przede wszystkim Rupan sansei i Majingā Z (Mazinger Z). W tym też okresie sławę zyskało kilku dobrze znanych dziś filmowców, zwłaszcza Hayao Miyazaki i Mamoru Oshii.
W latach 80. anime zostało uznane za główny nurtem filmowym w Japonii, zrodził się wtedy boom na tego typu produkcje. Na początku tej dekady rozpoczęto produkcję Gundam, rozpoczęła się też kariera Rumiko Takahashi. W 1988 roku Akira ustanowił rekord kosztów produkcji anime – wyniósł on ponad miliard jenów.
Lata 90. i początek XXI wieku to wzrost popularności anime na zagranicznych rynkach. Akira i Ghost in the Shell z 1995 roku stają się znane na całym świecie, a serial Dragon Ball Z odnosi ogólnoświatowy sukces. Inne serie, jak Neon Genesis Evangelion i Cowboy Bebop, stają się popularne w Japonii, ale zostają też zauważone na Zachodzie. W 2002 roku Spirited Away: W krainie bogów (Sen to Chihiro no kamikakushi) wygrywa pierwszą nagrodę na Międzynarodowym Festiwalu Filmowym w Berlinie, a w 2003 roku otrzymuje Oscara za najlepszy film animowany (było to jak dotąd pierwsze i ostatnie anime, które otrzymało tę nagrodę; kilka lat później nominowano także Ruchomy zamek Hauru, ale przegrał on z Wallace’em i Grommitem: Klątwą królika). W 2004 roku Ghost in the Shell II: Niewinność (Inosensu: Kōkaku kidōtai) zostaje zaprezentowany na canneńskim festiwalu.

## Początki filmu animowanego w Japonii
W Japonii jeszcze przed powstaniem pierwszych filmów istniały różne tradycje „ruchomych obrazków” z wykorzystaniem narracji, które stanowiły później podwalinę i inspirację dla tworzenia animacji w tym kraju. Wśród nich były to emaki-mono (rozwijane jak panorama zwoje z opisami), teatr cieni (który przybył do Japonii z Chin), utsushi-e (jap. 写し絵 teatr latarni) (który przybył w XVIII wieku do Japonii z Holandii) czy też kamishibai (jap. 紙芝居 teatr ilustracji); inspiracją stały się także  bunraku (jap. 文楽 teatr lalkowy) i manga.
Za pierwszy powstały film w Japonii uznaje się odkryty w 2005 roku w Kioto fragment przezrocza nieznanego twórcy, składającego się z 4 sekund materiału, na którym chłopiec pisze na ścianie słowa ruchome obrazy (jap. 活動写真 Katsudō shashin) (tak określano wówczas filmy), a następnie ściąga czapkę w geście powitania. Specjaliści w dziedzinie historii animacji, a także odkrywca tego filmu, profesor Matsumoto Natsuki, oceniają, że film powstał w 1907 roku.
Pionierami japońskiego filmu animowanego byli Ōten Shimokawa (jap. 下川凹天 Shimokawa Ōten), Jun'ichi Kōuchi (jap. 幸内純一 Kōuchi Jun’ichi; także czytane jako Kōuchi Sumikazu) oraz Seitarō Kitayama (jap. 北山 清太郎 Kitayama Seitarō), którzy swoje pierwsze prace zaprezentowali w 1917 roku.
W 1916 roku Tennenshoku katsudō shashin (jap. 天然色活動写真) zatrudniło Ōtena Shimokawę do stworzenia animowanego filmu krótkometrażowego. Shimokawa eksperymentował z kilkoma różnymi technikami i ostatecznie stworzył 5-minutowy film animowany zatytułowany Imokawa Mukuzō genkanban no maki (jap. 芋川椋三玄関番の巻 Opowieść o odźwiernym Mukuzō Imokawie), który został rozdystrybuowany w styczniu 1917 roku jako pierwszy japoński film animowany. Przez długi czas film ten uznawany był za pierwszy w swojej kategorii. Shimokawa stworzył później kolejne cztery filmy, jednakże mimo zdobytej popularności z powodów zdrowotnych musiał zrezygnować z tworzenia animacji.
Drugi z pionierów, Jun'ichi Kōuchi, ilustrator komiksów i przyjaciel Shimokawy, został z kolei zatrudniony w lutym 1917 roku przez studio Kobayashi shōkai (jap. 小林商会) do stworzenia filmu animowanego. 30 czerwca 1917 miał premierę jego pierwszy film, zatytułowany Hanawa Hekonai meitō no maki (jap. 塙凹内名刀之巻 Opowieść o słynnym mieczu Hekonaia Hanawy), który znany jest także pod tytułem Namakuragatana (jap. なまくら刀 Tępy miecz). W 1923 roku Kōuchi założył własne studio animacji, które nazwał „Sumikazu” (jap. スミカズ), lecz po jakimś czasie ze względów finansowych porzucił pracę nad animacją na rzecz komiksu.
Trzeci z pionierów, Seitarō Kitayama, również był ilustratorem komiksów pracującym dla czasopisma, a także członkiem post-impresjonistycznej grupy artystów Fyūzankai. Został zatrudniony przez firmę Nikkatsu katsudō shashin (jap. 日本活動写真株式会社 Nippon katsudō shashin kabushiki-gaisha), a w 1915 roku zaczął eksperymentować z technikami animacji, aż w 1917 roku zaprezentowano jego film Saru to kani no gassen (jap. サルとカニの合戦 Wojna małpy z krabem) (także zapisywane jako Saru kani gassen (jap. 猿蟹合戦)). Był także pierwszym twórcą, który zdecydował się zatrudnić ekipę produkcyjną przy tworzeniu swoich prac, dzięki czemu pod jego nadzorem w ciągu 2 lat powstało ponad 20 filmów krótkometrażowych. W 1921 roku założy własne studio animacji, Kitayama eiga seisakujō, które specjalizowało się w reklamach i filmach edukacyjnych.
Większość stworzonych przez nich animacji zostało później bezpowrotnie utraconych wskutek trzęsienia ziemi w regionie Kantō w 1923 roku, a dwa z nich, zatytułowane Namakuragatana Jun'ichiego Kōuchi oraz Urashima Taro (jap. 浦島太郎) (1918) Seitarō Kitayamy, zostały odnalezione w 2007 roku.

## Drugie pokolenie
W wyniku trzęsienia ziemi w 1923 roku, które pochłonęło ponad 100 tysięcy ofiar śmiertelnych i wywarło ogromy wpływ na społeczeństwo, były osoby, które pragnęły z pomocą animacji podwyższyć morale ocalonych. Jednym z nich był Sanae Yamamoto (jap. 山本早苗 Yamamoto Sanae), który tworzył animacje inspirowane tradycją i mitologią. Jedną z jego prac jest film Ubasuteyama (jap. 姨捨山 Góra, gdzie starzy ludzie idą umrzeć), w którym główny bohater odmawia zaniesienia swojej starej, schorowanej matki na szczyt góry by umarła, choć ta ze względu na wiek nie była już w stanie być przydatna dla społeczności. Miało to pokazać, że można przezwyciężyć trudy życia. Yamamoto stworzył także animowane filmy edukacyjne na zlecenie Ministerstwa Rolnictwa, Ministerstwa Poczty i Telekomunikacji (jap. 郵政省 Yūsei-shō) czy Ministerstwa Edukacji.
Znanym z innowacji animatorem tamtych czasów był Noburō Ōfuji (jap. 大藤信郎 Ōfuji Noburō), który rozpoczął swoją karierę jako twórca animacji pod skrzydłami Jun'ichi Kōuchiego. Kilka lat później założył własne studio animacji, gdzie poszukiwał nowych technik produkcji. Eksperymentował z połączeniem filmu aktorskiego i animacji, a także, zainspirowany pracami Lotte Reiniger, stworzył wiele prac z wykorzystaniem washi w stylu chiyogami (jednym z jego pierwszych filmów w tym stylu był m.in. Bagudajō no tōzoku (jap. 馬具田城の盗賊 Złodziej z Bagdadu) z 1926 roku inspirowany filmem o tym samym tytule); próbował także synchronizacji animacji z dźwiękiem, co udało mu się osiągnąć w 1929 z filmem  Kuronyago (jap. 黒ニャゴ czarne koty). Jego szeroki wkład w rozwój animacji zaowocował w latach 60. XX wieku ufundowaniem nagrody jego imienia dla twórców animacji, której laureatami stali się później inni miejący ogromny wkład w animację, m.in.: Hayao Miyazaki, Katsuhiro Ōtomo czy Satoshi Kon.
W tym samym czasie działali także inni animatorzy, którzy szukali własnej ścieżki w tworzeniu animacji. Jednym z najaktywniejszych Yasuji Murata (jap. 村田安司 Murata Yasuji), którego w tworzeniu inspirował folklor, łączył w swych pracach różne style i sposoby animacji. Jego film edukacyjny, zatytułowany Tarō-san no kisha (jap. 太郎さんの汽車 Pociąg Taro), stanowiący połączenie live action i animacji poklatkowej, traktujący o tym jak należy zachowywać się podczas jazdy pociągiem, stanowi jeden z najbardziej rozpoznawalnych przykładów filmu edukacyjnego tamtych czasów. Spośród innych eksperymentalnych filmów, które wyszły spod jego ręki można wymienić: Saru Masamune (jap. 猿正宗 Małpa Masamune) do którego stworzenia wykorzystał papierowe wycinanki, wzbogacone przez szeroką gamę ujęć i kątów; Cho no sainan (jap. 蝶のさいなん Nieszczęście motyla), jego pierwszy film dźwiękowy, będący jednocześnie eksperymentem związanym z efektywnym powiązaniem efektów dźwiękowych i ruchów postaci na ekranie; czy też jego krótkometrażowy film Sankō to tako: Hyakumanryō chinsōdō (jap. 三公と蛸～百万両珍騒動～ Sanko i ośmiornica: Walka o fortunę), zawierający scenę pocałunku między ośmiornicami - akt zbliżenia zakazany w japońskim kinie aktorskim aż do 1945 roku.
Kolejnym animatorem był Kenzō Masaoka (jap. 政岡憲三 Masaoka Kenzō), który tworzył także pod pseudonimem Donbei Masaoka (jap. 正岡どんべい Masaoka Donbei), jako pierwszy w Japonii posługiwał się w swych pracach „tradycyjną animacją” - techniką rysowania każdej kolejnej klatki filmu indywidualnie, która stała się najbardziej rozpowszechnioną techniką animacji na świecie aż do czasu pojawienia się animacji komputerowej. Masaoka rozpoczynał swoją karierę jako twórca filmów aktorskich, następnie, po podjęciu pracy w firmie Nikkatsu przebranżowił się i zaczął tworzyć animacje. Jego debiutanckim filmem było Nansensu monogatari daīppen: Sarugashima (jap. 難船ス物語 第壱篇 猿ヶ嶋 Bezsensowna opowieść część 1: Wyspa małp) z 1930 roku. Po założeniu własnego studia animacji w 1932 roku zaczął współpracować z firmą Shōchiku. Z ich współpracy 15 kwietnia 1933 narodził się film zatytułowany Chikara to onna no yo no naka (jap. 力と女の世の中 Świat potęgi i kobiet): pierwszy animowany film dźwiękowy, który zawierał dialogi nagrane przez obsadę aktorską.
Już w latach 20. XX wieku filmy animowane były produkowane obejmując różne gatunki, a bohaterami filmów były często zwierzęta (także te fantastyczne) przedstawiane w sposób antropomorficzny. Idąc za przykładem filmów aktorskich, wiele animacji odnosiło się do bardzo rozpowszechnionego wówczas gatunku chanbara; były tworzone także filmy sportowe, na powstawanie których wpłynęła organizacja igrzysk olimpijskich. Produkowano także filmy edukacyjne i fantasy.

## II wojna światowa
Duży wpływ na animacje w tamtym czasie miał Walt Disney. Komercyjny charakter japońskich animacji powodował, że nie były one na wysokim poziomie, imitowały raczej produkcje Disneya (powtarzane sceny, gagi itd.). Disney bardzo wcześnie zaczął kręcić filmy dźwiękowe, jednak w połowie lat 30. dla japońskich studiów był to zbyt wielki wydatek.
Do lat 30. japoński przemysł filmowy zdominowany był przez kina, które zatrudniały animatorów z małych studiów lub pojedynczych twórców. Dzięki fuzjom i powiększeniu się studiów możliwe było tworzenie większych projektów, ale potrzebne pieniądze nie nadchodziły z Ministerstwa Edukacji ani od większych sieci kinowych.
Wielu animatorów zamiast odbyć służbę wojskową, przedstawiało przebiegłych i szybkich Japończyków (często przedstawianych jako małpy), odnoszących zwycięstwo nad wrogiem.

## Toei Animation i Mushi Productions
Styl Toei był różny, ponieważ każdy z animatorów wnosił do produkcji swoje pomysły. Najbardziej ekstremalnym tego przykładem jest Taiyō no ōji: Horusu no daibōken (tłum. Horusu – książę słońca) Isao Takahaty z 1968 roku. Horusu często uważany jest za pierwszy film łamiący styl anime oraz prekursora późniejszego gatunku, zwanego jako anime progresywne. W podobnym kierunku poszli tacy reżyserzy jak Hayao Miyazaki czy Mamoru Oshii.
Osamu Tezuka założył konkurencyjne dla Toei studio, Mushi Productions (Mushi Purodakushon). Pierwszy hit studia, Tetsuwan Atomu z 1963 roku, był zarazem pierwszym popularnym serialem anime. Wbrew powszechnemu przekonaniu, Tetsuwan Atomu nie był pierwszym serialem anime emitowanym w Japonii – było nim Manga Calendar, którego emisję rozpoczęto w 1962. Tetsuwan Atomu był jednak pierwszym, w którym ci sami bohaterowie pojawiali się w kolejnych odcinkach, tworzących ciągłą fabułę. Amerykańska telewizja, nadal będąca w powijakach i szukająca nowego programu, w 1964 roku przerobiła i zaadaptowała ów serial dla potrzeb rynku amerykańskiego, nadając mu tytuł Astro Boy. Popularność Tetsuwan Atomu w Japonii stała się kluczem do stworzenia kolejnych seriali anime, takich jak: Tetsujin 28-gō (tłum. żelazny człowiek nr 28; w USA wydane jako Gigantor), Kimba – biały lew (Janguru taite, tłum. król dżungli; serial stał się prawdopodobnie inspiracją do nakręcenia Króla lwa przez studio Disneya) Tezuki, czy Mahha gō gō gō (znane również jako Machu Go Go Go, w USA wydane pod nazwą Speed Racer).

## Lata 70.
Przykładem owych eksperymentów jest serial Isao Takahaty Heidi (Arupusu no shōji Haiji) z 1974 roku. Pierwotnie serial dobrze się sprzedawał, był realistycznym dramatem dla dzieci. Większość zarządów stacji telewizyjnych była przekonana, że serial ten nie odniesie sukcesu, ponieważ trzeba czegoś bardziej fantastycznego, aby przyciągnąć dzieci. Heidi okazała się jednak międzynarodowym sukcesem, stając się popularna w wielu europejskich krajach. Serial emitowany był także w Polsce. W Japonii serial odniósł tak wielki sukces, że pozwolił jego twórcom – Takahacie i Miyazakiemu – stworzyć projekt zatytułowany Sekai meisaku gekijō, adaptujący książki. Chociaż Takahata i Miyazaki opuścili go w późnych latach 70., seriale powstawały do połowy 90.

## Lata 80. XX wieku
W latach 80. anime zaczęło przechodzić „odnowę jakości wizualnej” dzięki nowym reżyserom, takim jak Hayao Miyazaki, który założył Studio Ghibli w 1985 roku, czy Isao Takahata i Katsuhiro Ōtomo.

## Lata 90. XX wieku
W 1995 roku premierę miała seria Neon Genesis Evangelion autorstwa Hideakiego Anno, który jest mieszanką fantastyki naukowej, wątków psychologicznych filozoficznych i religijnych. Produkcja odniosła komercyjny sukces (zarobiła 400 milionów dolarów w ciągu pierwszych dwóch lat od wydania na VHS) i zrewolucjonizowała wiele aspektów w branży anime i filmowej jakotakiej. Ogromne zaangażowanie Anno w proces produkcji serii i jego sukces zachęcił studia do dania twórcom animacji większej swobody i kontroli przy tworzeniu serii, którą wcześniej w dużej mierze była w rękach komitetu produkcyjnego. W rezultacie powstały takie serie jak Cowboy Bebop czy The Big O, które również odniosły międzynarodowy sukces. Producenci zaczęli inwestować w mniejszą ilość odcinków na rzecz poprawienia ich jakości, prowadząc do stworzenia formatu 13- i 26-odcinkowego, który stanowi od tego czasu standard w przemyśle animowanym w Japonii. Wykorzystanie symbolizmu w serii zamiast typowego dla wcześniejszych produkcji bezpośredniego przedstawiania elementów fabuły zachęciło do przedstawiania coraz bardziej abstrakcyjnych elementów w późniejszych produkcjach, takich jak Wirtualna Lain czy Rewolucjonistka Utena. Neon Genesis Evangelion wpłynął także na rozpowszechnienie się archetypów postaci, które starano się imitować w późniejszych produkcjach. Typ tsundere reprezentowany w serii przez Asukę Langley znalazł później odwzorowanie w takich seriach jak Naruto (Sakura), Ognistooka Shana (Shana) czy Zero no Tsukaima (Louise). Typ kūdere, reprezentowany w serii przez Rei Ayanami, zainspirował później twórców takich anime jak Eureka Seven (Eureka).
Inną serią z 1995 roku, która odbiła się szerokim echem w branży anime i stanowiła później inspirację dla wielu twórców filmowych był cyberpunkowy thriller Ghost in the Shell Mamoru Oshii. Inspirację z tej produkcji czerpali później tacy twórcy jak rodzeństwo Wachowskich przy tworzeniu Matrixa, James Cameron przy tworzeniu Avatara czy Steven Spielberg przy A.I. Sztuczna inteligencja, a także wpłynąła ona na takie gry jak Metal Gear Solid, Deus Ex czy Cyberpunk 2077.
W 1997 roku premierę miał film zatytułowany Księżniczka Mononoke, za którego reżyserię odpowiadał Hayao Miyazaki. Jego produkcja kosztowała 23,5 miliona dolarów stając się najdroższą produkcją filmu anime, i uplasowując się w czołówce najdłuższych filmów animowanych zawierając 144 tysiące klatek i trwając 136 minut. Film ten ustanowił także rekord w japońskim box office, zarabiając 20,18 miliarda jenów i nawet po 25 latach od premiery nadal zajmuje miejsce w pierwszej dziesiątce najlepiej zarabiających filmów w Japonii wszech czasów.

## Lata 2000–2019
Według Nippon dōga kyōkai łączne zyski ze sprzedaży zagranicznej firm zajmujących się animacją i materiałami licencjonowanymi z nią związanymi, takich jak np. zabawki wzrosło z 2,3 miliarda w 2012 roku do 10 miliardów w 2018 roku i stanowiło prawie połowę całkowitego dochodu tej gałęzi przemysłu.

## Od 2020
W trakcie pandemii koronawirusa popularność anime gwałtownie wzrosła na całym świecie, przede wszystkim dzięki dużej dostępności takich treści za pośrednictwem platform streamingowych. Przedstawiciele Netflixa podali do wiadomości, że w okresie od stycznia do września 2020 za pośrednictwem ich platformy na całym świecie ponad 100 milionów kont obejrzało przynajmniej jeden tytuł z kategorii anime, co stanowi 50% wzrost oglądalności tej kategorii w stosunku do całego roku 2019. Ponadto produkcje z tej kategorii zajmowały w serwisie miejsca w pierwszej dziesiątce najchętniej oglądanych w prawie 100 krajach świata. Według Parrot Analytics od 2020 do 2022 roku światowe zainteresowanie anime wzrosło o 118%, a w 2021 anime stało się trzecim najbardziej pożądanym gatunkiem filmów i seriali świata, będąc prześcigniętym jedynie przez dramaty kryminalne i sitcomy.
Ponadto, jak pokazały zeznania finansowe japońskiego studia Toei Animation, odpowiedzialnego za takie tytuły jak m.in. Dragon Ball czy Czarodziejka z Księżyca, w roku finansowym trwającym od kwietnia 2019 do marca 2020 przychód firmy w połowie pochodził z zagranicy; porównując do zeznania opublikowanego cztery lata wcześniej zyski ze sprzedaży animacji studia poza granicami Japonii wynosiły tylko 1/3 całkowitego przychodu firmy. Ponadto przychody z zagranicy wzrosły ponad dwukrotnie do równowartości 243 milionów dolarów.
Takie tytuły jak Gekijōban Kimetsu no yaiba: Mugen ressha-hen, film pełnometrażowy z serii Miecz zabójcy demonów – Kimetsu no Yaiba, stał się nie tylko najczęściej oglądanym filmem w japońskim box office w roku 2020 zarabiając 36,55 miliarda jen, ale także najchętniej oglądanym filmem wszech czasów w Japonii, zarabiając ostatenie ponad 40 miliardów jen w Japonii. Stał się także najszybciej zarabiającym filmem w Japonii wszech czasów zarabiając 10 mld jenów w ciągu 10 dni; poprzedni rekord należał do innego filmu anime, Spirited Away: W krainie bogów, który dokonał tego w 25 dni.
W 2022 roku seria Atak Tytanów została uhonorowana nagrodą „najbardziej pożądana seria telewizyjna świata 2021” na ceremonii Global TV Demand Awards, stając się pierwszą nieangielskojęzyczną serią telewizyjną, która zdobyła ten tytuł.
W 2023 czołówka serii Moja gwiazda, zatytułowana „Idol” i wykonywana przez YOASOBI znalazła się na szczycie listy Billboard Global 200 z wynikiem 45,7 milionów wyświetleń i 24 tysiącami kopii sprzedanych poza USA. „Idol” stał się pierwszym japońskim utworem i piosenką z anime, która znalazła się na szczycie tej listy. Utwór ten spędził także 7 tygodni na szczycie listy Japan Hot 100.